# Сојапротеин
„Сојапротеин“ А. Д. је компанија за прераду соје, која по своме капацитету прераде од близу 300.000 тона годишње, разноврсности и квалитету производа, спада међу најзначајније произвођаче из ове гране у Централној и југоисточној Европи.
Основна делатност компаније је прерада сојиног зрна, али се она бави и пољопривредном производњом, услугама контроле квалитета, ускладиштењем, прометом на велико имало, откупом пољопривредних производа, извозом и увозом, пружањем лабораторијских услуга и другим делатностима које служе потпунијем вршењу главне делатности.
Компанија „Сојапротеин“ налази се у Бечеју, граду од око 27.000 становника, смештеном у географском центру покрајине Војводине. Бечеј има добре друмске и железничке везе, а како лежи на десној обали реке Тисе, користи се и речни саобраћај. Удаљен је 130 km од Београда и 50 km од Новог Сада. У овом региону је нарочито развијена производња ратарских култура, али и прехрамбена индустрија, у којој компанија за прераду соје „Сојапротеин“ заузиме једно од водећих места. 
„Сојапротеин“ је основана 1977. године као друштвено предузеће, средствима друштвене својине општине Бечеј и средствима Покрајине Војводине. Пробна производња отпочела је 1982. године, редовна производња 1983. године, а коначно конституисање извршено је 1985. године.
Данас је „Сојапротеин“ акционарско друштво чији је већински власник предузеће „Викторија ЗС“ ДОО из Шапца, које је куповином акција на берзи стекло 74% капитала. Органи управљања у компанији су Скупштина акционара и Управни одбор.
Улагањем у куповину капитала других предузећа, компанија „Сојапротеин“ је постала власник предузећа: „Лука Бачка Паланка“ А. Д. на Дунаву и пољопривредног имања „Кинђа“ у Кикинди.
„Сојапротеин“ располаже савременом технолошком опремом најпознатијих европских и америчких произвођача. Располаже оптималним бројем високостручних кадрова, поседује компјутеризовано праћење параметара процеса и улагања у опрему, као и савремену лабораторију што све представља основ за постизање и одржавање доброг квалитета производа. 
У компанији ради око 440 радника, од којих 20% има високу, односно вишу стручну спрему. 
Својим производима „Сојапротеин“ снабдева сточарску производњу, прехрамбену индустрију и широку потрошњу.
Производи „Сојапротеина“-а нарочито су заступљени у индустрији биљних уља и масти, у индустрији меса, кондиторској индустрији, производњи тестенина, пекарској и фармацеутској индустрији. У структури готових производа доминантно учешће је сојине сачме и сировог дегумираног уља. Производи из програма за прехрамбену индустрију бележе значајан и стални пораст у укупном пласману.
Највећи део производа пласира се на домаће тржиште, а око 15% производње се извози. Главни извозни производи су: пуномасна, обезмашћена и лецитирана брашна, текстурирани производи, функционалне мешавине, сојино уље и лецитин.
„Сојапротеин“ спада у значајне извознике у Србији и Црној Гори, континуирано је присутан на иностраном тржишту и своје производе продаје у преко 20 земаља. Трећина извоза усмерена је ка земљама чланицама ЕУ, око 30% ка Русији, 6% ка бившим југословенским републикама, а око 30% ка осталим земљама.
У оквиру „Сојапротеин“-а послује лабораторија, као независна целина, која врши услуге другим лицима. Оспособљена је за физичко- хемијска, сензорска, микробиолошка и биолошка испитивања.